# Digitaria pellita
Digitaria pellita är en gräsart som beskrevs av Otto Stapf. Digitaria pellita ingår i släktet fingerhirser, och familjen gräs. Inga underarter finns listade i Catalogue of Life.